# Визуализация данных
Визуализация данных — это представление данных в виде, который обеспечивает наиболее эффективную работу человека по их изучению. Визуализация данных находит широкое применение в научных и статистических исследованиях (в частности, в прогнозировании, интеллектуальном анализе данных, бизнес-анализе), в педагогическом дизайне для обучения и тестирования, в новостных сводках и аналитических обзорах. Визуализация данных связана с визуализацией информации, инфографикой, визуализацией научных данных, разведочным анализом данных и статистической графикой.

## Связь с инфографикой
Термины «визуализация данных» и «инфографика» часто считаются синонимами, однако специалисты в области представления информации проводят между ними различие. В одном из подходов визуализация данных считается частью инфографики, которая, согласно этой точке зрения, представляет собой комбинацию собственно визуализации данных, иллюстраций, рисунков и текста, служащую для подачи целостного сообщения.
Другой подход условно проводит разграничение между этими понятиями по методу создания, эстетическим качествам и количеству данных. Согласно этому подходу, инфографика относится к представлениям данных, которые: созданы при участии человека, специфичны по отношению к представляемой информации, высокоэстетичны и не содержат большого количества данных. Напротив, визуализация данных относится к представлениям, которые созданы алгоритмическим путём, легко воспроизводимы для разных выборок и схожих типов данных, не содержат излишних декоративных элементов, отражают большие объёмы данных.

## История
Истоки представления данных в виде таблиц, диаграмм и карт прослеживаются с древнейших времён. Ощутимая потребность в качественном представлении информации стала возникать в эпоху Возрождения, с появлением больших количеств данных и визуальной информации из географии, астрономии, геометрии, статистики и других наук.
В первой половине XIX века наблюдался значительный рост работ, в которых использовалось графическое отображение данных. К середине века были изобретены все основные типы представления данных: столбчатые и круговые диаграммы, гистограммы, линейные графики, графики временных рядов, контурные диаграммы и т. д.
Тенденция роста пошла на спад в начале XX века, уступив место точной математике. Тем не менее, именно в этот период стали появляться учебники и курсы по графическим методам представления данных, а сами графики стали использоваться не только для представления результатов, но и для исследования информации и выдвижения гипотез в астрономии, физике, биологии и других науках.
Новый виток визуализация получила в третьей четверти XX века. Этому способствовали три события:
- Появление работы Джона Тьюки, посвящённой разведочному анализу данных.[10]
- Появление книги Жака Бертена (Jacques Bertin) «Графическая семиология» (фр. Sémiologie graphique).[11]
- Возможность визуализации данных с помощью вычислительных машин: появление эффективных средств вывода (перьевых графопостроителей, графических терминалов), а также эргономичных средств ввода данных в компьютер (кодирующего планшета, мыши).

## Классификация
По цели представления данных визуализация делится на презентационную (англ. «presentation», «explanation») и исследовательскую (англ. «exploration»). Презентационная визуализация предназначена для представления данных некоторой аудитории (например, в рамках научной работы, доклада или аналитического обзора в новостях). Исследовательская визуализация предназначена для анализа и обработки набора данных, например, с целью обнаружения закономерностей в них.
Существуют также гибридные презентационно-исследовательские формы визуализации данных. В этом случае целью является всё та же презентация заложенной информации, однако человеку предоставляется возможность подробно изучать показываемый набор данных посредством интерактивных элементов, например, накладывая какие-либо ограничения на данные.

## Визуализация как этап анализа данных

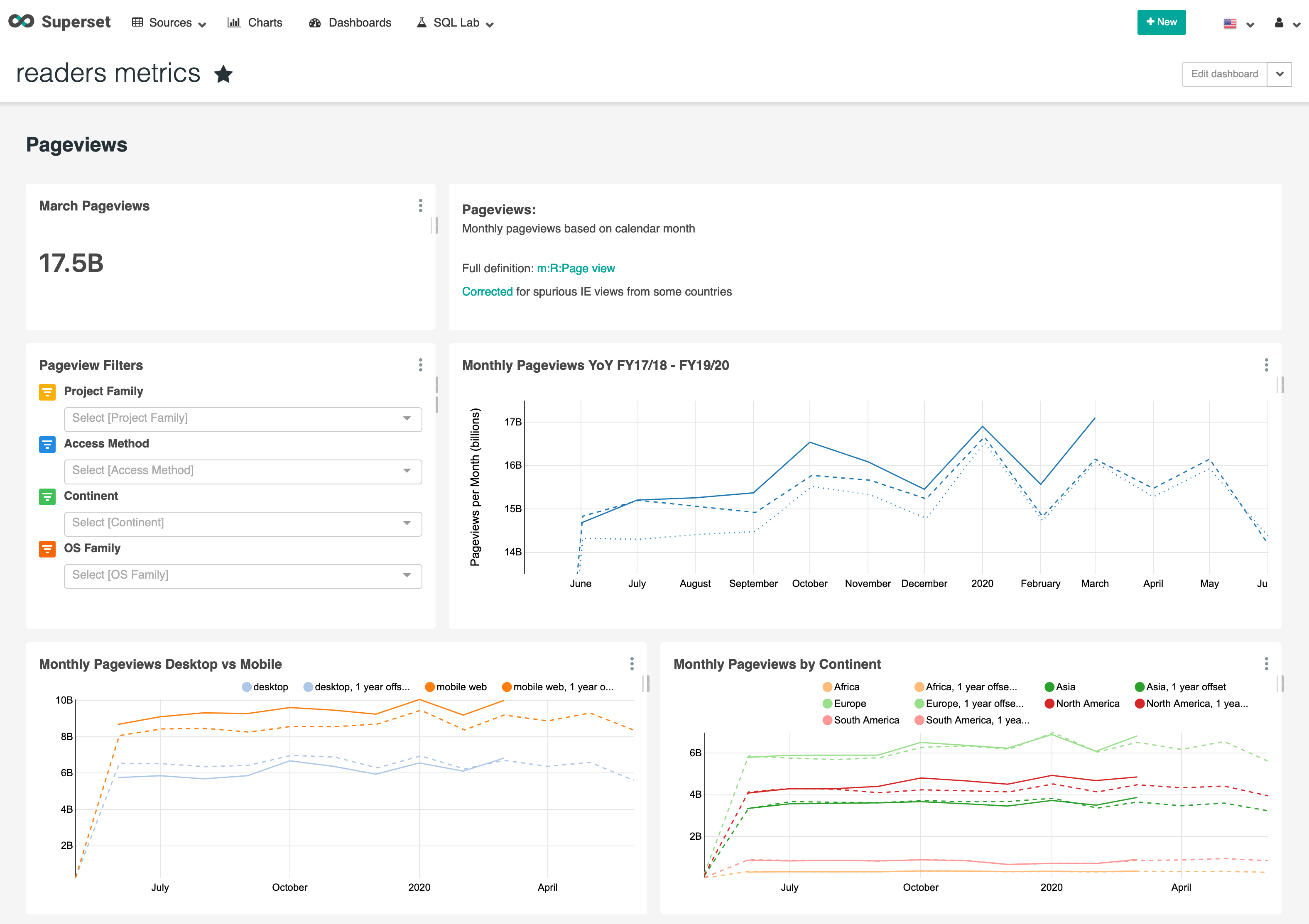
Визуализация метрик по продуктам MediaWiki в Apache Superset

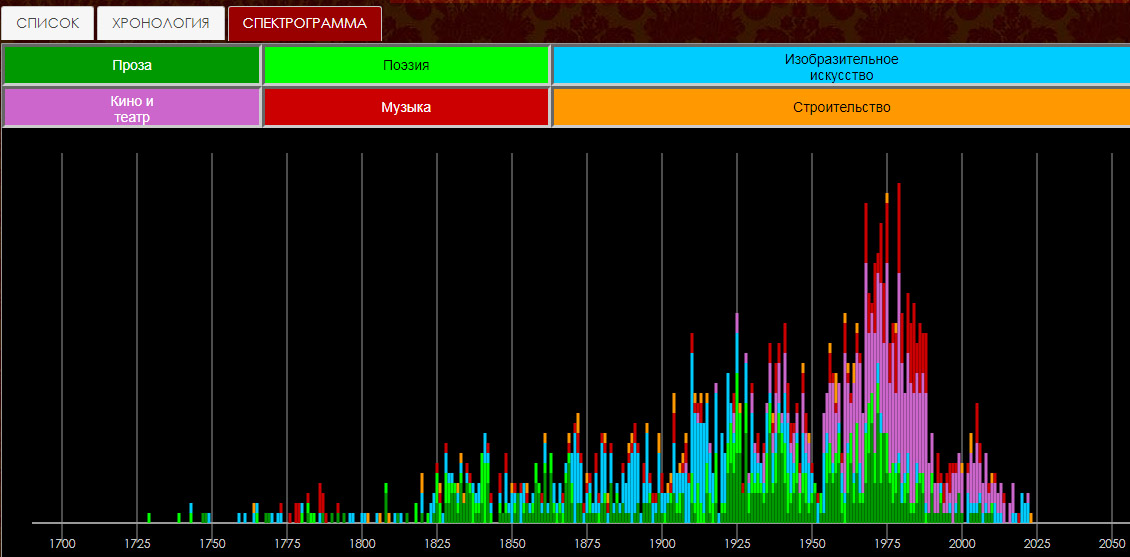
Интерактивная спектрограмма произведений русской культуры по датам их создания

Подсистема визуализации данных является важной составной частью качественных систем интеллектуального анализа данных, особенно ориентированных на обработку больших объёмов информации. В системах бизнес-аналитики визуализация может использоваться на всех этапах процесса обработки данных:
- Визуализация исходных данных. Этот этап полезен для оценки степени соответствия ожиданиям и пригодности данных к анализу, выдвижения гипотез о закономерностях и необходимых процедурах первичной обработки.
- Визуализация выборки, загруженной в систему обработки.
- Визуализация результатов первичной обработки.
- Визуализация промежуточных результатов.
- Визуализация окончательных результатов.

В отличие от обычного графического интерфейса, эти средства обеспечивают:
- краткость (англ. concision) — способность одновременного отображения большого числа разнотипных данных;
- относительность (англ. relativity) и близость (англ. proximity) — способность демонстрировать в результатах запроса кластеры, относительные размеры групп, схожесть и различие групп, выпадающие значения (англ. outliers);
- концентрацию и контекст (англ. focus with context) — взаимодействие с некоторым выбранным объектом с возможностью просмотра его положения и связей с контекстом;
- масштабируемость (англ. zoomability) — способность легко и быстро перемещаться между микро- и макропредставлением;
- ориентацию на «правое полушарие» — предоставление пользователю не только заранее установленных методов работы с данными (обеспечивающими его намеренные и спланированные подходы к поиску нужной информации), но и поддержка его интуитивных, импровизационных когнитивных процессов идентификации закономерностей.